# 田源 (政治人物)
田源（1941年1月—），男，陕西周至人，中华人民共和国政治人物，曾任中共青海省委常委、宣传部部长，青海省政协常务副主席，陕西省政协副主席。